# Batalla de Aribanaches
La batalla de Aribanaches (o Aribanache) fue un enfrentamiento militar librado el 15 de noviembre de 1810, en el contexto de las primeras etapas de la Guerra de Independencia de Venezuela, durante la Campaña de Coro, entre las fuerzas expedicionarias leales a la Junta Suprema de Caracas y las tropas realistas fieles a la Regencia de España.

## Historia
El día 14, el coronel patriota Luis Santinelli venció a los realistas en Pedregal, quienes se retiraron en la noche y fueron perseguidos por los vencedores. En tanto, el capitán general Fernando Miyares salió de Maracaibo con una columna, el 12 de noviembre estaba en Purureche y dos días después intentaba detener a Santinelli en Pedregal.
El 15 de noviembre, la primera división atacaron a los realistas en Paso del Puerto, a dos leguas de Urumaco, en un lugar llamado Aribanaches. Se sabe que participaron el batallón Aragua y la artillería. Ahí el coronel Santinelli se enfrentó al comandante José Miralles, hijo del capitán general, quien estaba bloqueaba el camino y tenía apoyo de cañones, además de bosques en ambos costados de la vía. Los patriotas atacaron y desalojaron a sus enemigos después de dos horas de lucha. Las bajas monárquicas fueron de 22 muertos y muchos heridos, mutilados y dispersos. Fueron capturados el botiquín, 44 kilogramos de proyectiles, la artillería (quizás dos piezas) y algunos fusiles. Las bajas patriotas fueron 2 muertos y 3 heridos, además de 3 caballos heridos.
Al día siguiente, el marqués entró con la reserva y el 17 de noviembre la vanguardia se apoderó de Urumaco y Mitare. En tanto, los vencidos se retiraron a Casicure y las tropas realistas en Mitare, dos compañías de indios flecheros, se retiraron a Coro. El día 18 la columna de vanguardia, por la vía de Sabaneta, se había situado en Agua Clara. Encontrándose en Pedregal el marqués recibió informes de que era numerosa la milicia reunida en Coro. El marqués, desde Pedregal, dirigió una proclama a los vecinos del distrito capitular, la cual fue reproducida por la prensa caraqueña de entonces.
Se le considera el «primer combate de América en el ciclo de la Independencia». También se ha dicho: «¡Fue en el sitio de Aribanaches donde se vertió por la vez primera la sangre venezolana!».